# Denis Thériault
Pour les articles homonymes, voir Thériault.
Denis Thériault (né le 24 août 1959 à Sept-Îles) est un écrivain québécois.
Il est diplômé en psychologie de l’université d'Ottawa (1981).
Denis Thériault est l’auteur de plusieurs pièces de théâtre dont La prophétie (1980), Les cloches (1989), et Les Mordus (1990). Après avoir gagné deux fois le Concours de Scénarios de Télé-Québec avec Aïrenem (1983), puis Victor le vampire (1984), il entreprend une carrière de scénariste. Il participe à l’écriture des textes de diverses séries télévisées dont La maison Deschênes (1987-88), Macaroni tout garni (2001 à 2005), Kaboum (2006 à 2010), Les argonautes (2011 à 2013), et contribue à l’écriture de scénarios de film, dont Frisson des collines (2011).
Ce n’est qu’en 2001 qu’il publie son premier roman, faisant une entrée remarquée en littérature avec L’iguane, qui a remporté quatre prix littéraires. Depuis, il a publié Le facteur émotif (Prix Canada-Japon), La fille qui n’existait pas, La fiancée du facteur, et Manucure. Ses romans sont traduits dans plusieurs langues, dont le russe et le chinois.

## Prix et distinctions
- 2001 - Prix littéraire France-Québec, L’Iguane
- 2002 - Prix Anne-Hébert, L’Iguane
- 2002 - Prix Odyssée, L’Iguane
- 2006 - Prix littéraire Canada-Japon, Le Facteur émotif
- 2007 - L'iguane, Gagnant du Combat des livres de Radio-Canada
- 2014 - The Peculiar Life of a Lonely Postman (traduction anglaise du roman Le Facteur émotif) sélectionné par le BBC Radio Book Club
- 2016 - Prix Hervé-Foulon pour son roman L'Iguane[1],[2], paru en 2001

## Œuvres
- L'Iguane, Montréal, (Québec), Canada, Les Éditions XYZ, 2001, 177 p.  (ISBN 2-89261-313-2)
- Le Facteur émotif, Montréal, (Québec), Canada, Les Éditions XYZ, 2005 116 p.  (ISBN 978-2-89261-483-1)
- La fille qui n’existait pas, Montréal, (Québec), Canada, Les Éditions XYZ, 2012, 224 p.  (ISBN 978-2-89261-703-0)
- La Fiancée du facteur, Montréal, (Québec), Canada, Les Éditions XYZ, 2016, 174 p.  (ISBN 978-2-89261-979-9)
- Manucure, Montréal, (Québec), Canada, Leméac Éditeur, 2019, 247p.  (ISBN 978-2-7609-4800-6)
- Le samouraï à l'oeillet rouge, Montréal, (Québec), Canada, Leméac Éditeur, 2022, 285p. (ISBN 978-2-7609-4868-6)